# Mantella cowanii
A Mantella cowanii   a kétéltűek (Amphibia) osztályába és  a békák (Anura) rendjébe aranybékafélék (Mantellidae) családjába tartozó faj.

## Nevének eredete
Nevét William Deans Cowan tiszteletes (1844–1923) emlékére kapta.

## Előfordulása
Madagaszkár endemikus faja. A sziget középső-keleti részén fekvő magas, hegyi területeken, főként Antakasina, Antoetra és Itremo környékén, 1000–200 m-es tengerszint feletti magasságban honos.

## Megjelenése

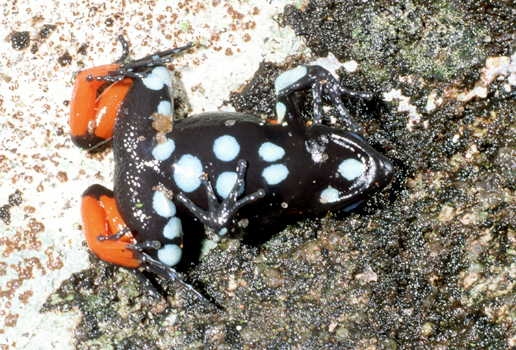

Kis méretű békafaj. A kifejlett példányok hossza 22–29 mm. Feje, háta, oldala mélyfekete. Végtagjainak felső része általában vörös színű (néha narancs vagy sárga színű). Ez a szín általában kis foltokban tovább terjed az oldalára. Időnként a szeme alatt is látható világos folt. Írisze nem pigmentált. Hasi oldala fekete, körkörös fehéres-kék mintázattal. Végtagjainak alsó szakaszán széles vörös sáv látható.

## Természetvédelmi helyzete
A vörös lista a veszélyeztetett fajok között tartja nyilván. Elterjedési területe kisebb mint 10 km² és erősen fragmentált, élőhelye pusztul. Populációjának mérete a legutolsó három generáció óta (becslések szerint 15 év) drasztikusan, több mint 80%-kal csökkent. A jelenlegi ismeretek szerint nem él egyetlen természetvédelmi területen sem. Kereskedelmére 2003-ban moratóriumot vezettek be.   